# Let It Go
«Let It Go» (укр. «Все одно») — пісня з комп'ютерного анімаційного фільму Disney 2013 року «Крижане серце», музику та слова до якого написала подружня пара Роберт Лопес та Крістен Андерсон-Лопес. В оригінальній версії пісні у фільмі її виконала американська актриса та співачка Ідіна Мензел, яка виконала вокальну партію королеви Ельзи. В українській версії пісню виконала співачка Shanis.

## Міжнародні версії

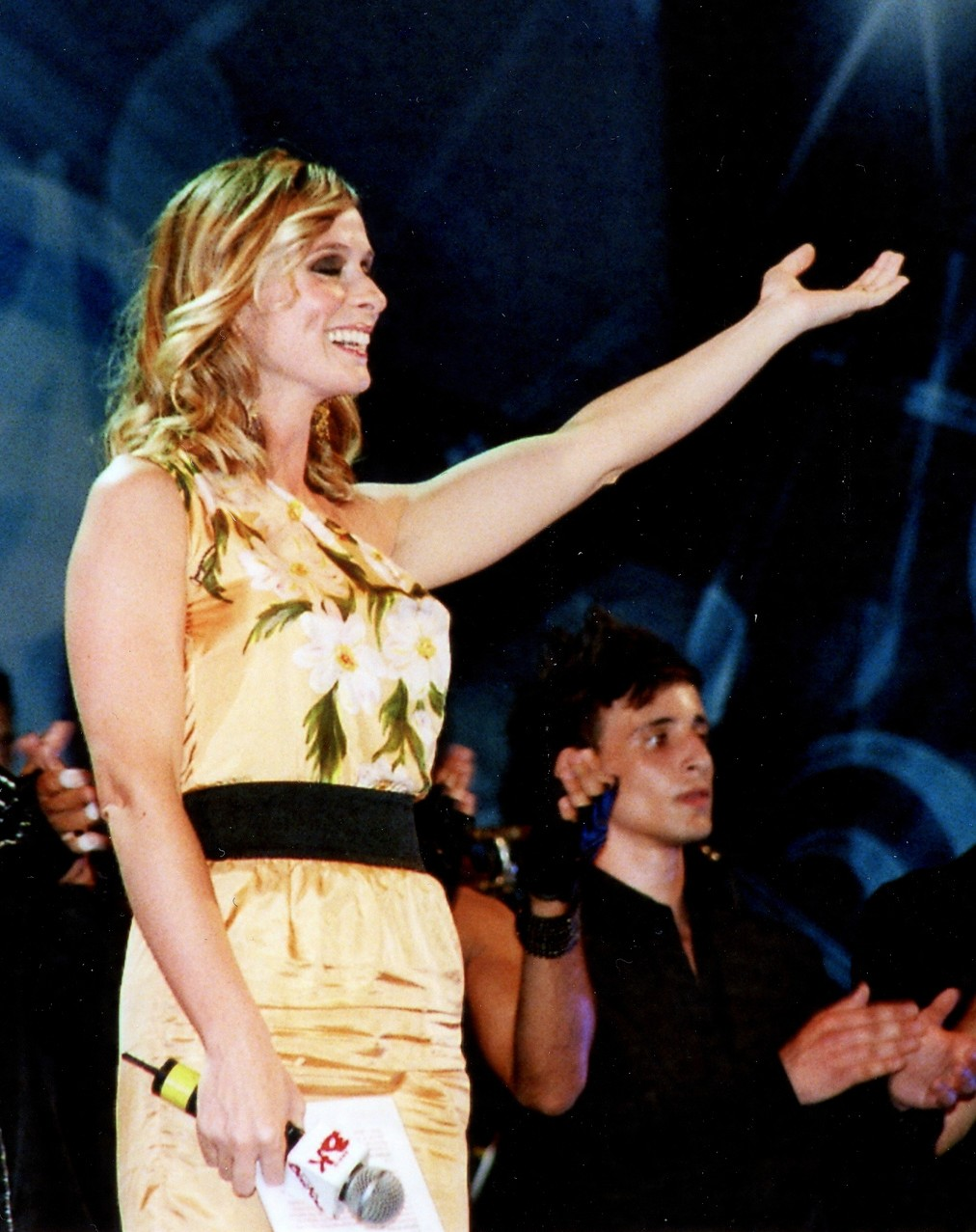
Італійська акторка та співачка Серена Аутьєрі та італійський акторський склад «Крижаного серця» були нагороджені за найкращий іноземний дубляж у світі

Крім оригінальної англійської версії, компанія Disney Character Voices International організувала дубляж «Крижаного серця» ще 41 мовою та діалектом по всьому світу, до яких у наступні роки були додані ще 3 версії, в результаті чого кількість офіційних версій досягла 44. Головним завданням було знайти сопрано, здатні зрівнятися з теплим вокальним тоном та вокальним діапазоном Мензел їхніми рідними мовами. Рік Демпсі, старший виконавчий директор «Disney Character Voices International», назвав цей процес «виключно складним», пояснивши: «Це складне завдання правильно передати зміст тексту і ритмічно поєднати його з музикою. А потім потрібно повернутися та підлаштуватися під синхронізацію губ! [Це]... вимагає великого терпіння та точності».
22 січня 2014 року компанія «Disney» випустила багатомовну версію музичного епізоду «Let It Go», в якій були представлені вокальні виступи 25 різних акторок, які озвучували Ельзу у своїх дубляжах фільму. На щорічних зборах акціонерів The Walt Disney Company, що відбулися 18 березня 2014 року в Портленді, штат Ореґон, голова і головний виконавчий директор Боб Айґер похвалив команду, яка проробила «неймовірну роботу з підбору фантастичних міжнародних талантів, завдяки чому „Крижане серце“ дійсно належить світові», а потім показав акціонерам, що зібралися, повний багатомовний відеокліп «Let It Go». 31 березня 2014 року було випущено студійне багатомовне відео пісні, в якому співаки, які співають 25 різними мовами, записують свої версії пісні «Let It Go».
15 квітня 2014 року компанія «Walt Disney Records» випустила збірку під назвою «Let It Go: The Complete Set», до якої увійшли всі 42 версії пісні «Let It Go» іноземними мовами і дев'ять версій з фінальних титрів.
Італійська версія, як і вся італійська адаптація фільму, була удостоєна нагороди за найкращий іноземний дубляж у світі.
У Південній Кореї корейська версія пісні у виконанні Хьорін досягла 6-го місця в Gaon Music Chart, продавши понад 300 000 цифрових завантажень. Вона також досягла 5-го місця у чарті «Korean Hot 100». У Японії японська версія пісні у виконанні Такако Мацу досягла 2-го місця у Japan Hot 100 після виходу фільму в Японії у березні 2014 року та була сертифікована на мільйон цифрових завантажень у Японії в травні 2014 року.

## Текст пісні

### Оригінальна версія
|  | The snow glows white on the mountain tonight Not a footprint to be seen A kingdom of isolation And it looks like I'm the queen The wind is howling like this swirling storm inside Couldn't keep it in, Heaven knows I tried Don't let them in, don't let them see Be the good girl you always have to be Conceal, don't feel, don't let them know Well, now they know Let it go, let it go Can't hold it back anymore Let it go, let it go Turn away and slam the door I don't care What they're going to say Let the storm rage on The cold never bothered me anyway It's funny how some distance Makes everything seem small And the fears that once controlled me Can't get to me at all It's time to see what I can do To test the limits and break through No right, no wrong, no rules for me I'm free Let it go, let it go I'm one with the wind and sky Let it go, let it go You'll never see me cry Here I stand And here I'll stay Let the storm rage on My power flurries through the air into the ground My soul is spiraling in frozen fractals all around And one thought crystallizes like an icy blast I'm never goin' back, the past is in the past Let it go, let it go And I'll rise like the break of dawn Let it go, let it go That perfect girl is gone Here I stand In the light of day Let the storm rage on The cold never bothered me anyway |

### Українська версія
Переклав пісню українською мовою Роман Дяченко для студії «Le Doyen», що дублювала «Крижане серце» на замовлення «Disney Character Voices International» у 2013 році. Пісню виконала українська співачка Shanis.
|  | Цей білий сніг дику гору обліг, Навіть сліду тут нема. Безлюдне, неначе, царство, А царюю я сама. І завиває вітер, хуга в серці зла... Втримати в собі силу не змогла. То схаменись, то доведи — ти хороша і буде так завжди! Сховай свій дар в душі на дно. Вже все одно! Все одно! Все одно! На волю шугне воно! Все одно! Все одно! Я здалася вже давно! Хай женуть! Хай цураються! Хай кругом зима... Та холоду я не лякаюся. На відстані всі речі, Малесенькі немов. І страхи мої безодні не вернуться І знов, Сама собі я покажу, що вільна перейти межу! Добро і зло — їх тут нема! Нема! Все одно! Все одно! Я — і вітер, і небеса! Все одно! Все одно! Умре в очах сльоза! Це — мій світ! Тут лишаюся! Хай кругом зима... Хай сила рине в землю — так бажаю я! Як віхола заклубочиться хай душа моя! Я починаю розуміти — це вже край! Немає вороття! Колишнє, прощавай! Все одно! Все одно! Я заграю, немов зоря! Все одно! Все одно! Навік змінилась я! Ось мій світ! Ним пишаюся! Хай кругом зима... Та холоду я не лякаюся. |

## Сертифікації
| Регіон | Сертифікація  | Продажі    |
| --- | ------------- | ---------- |
| Австралія (ARIA)                                                                                           | 8× Платиновий | 560 000    |
| Бразилія (ABPD)                                                                                            | Платиновий    | 60 000     |
| Канада (Music Canada)                                                                                      | 8× Платиновий | 640 000    |
| Данія (IFPI Denmark)                                                                                       | Золотий       | 45 000     |
| Данія (IFPI Denmark) данська версія, виконана Марією Лючією Розенберґ                                      | Платиновий    | 90 000     |
| Німеччина (BVMI)                                                                                           | Золотий       | 300 000    |
| Німеччина (BVMI) німецька версія, виконана Віллемайн Веркайк                                               | Золотий       | 150 000    |
| Італія (FIMI) італійська версія, виконана Сереною Отьєрі                                                   | Платиновий    | 30 000     |
| Японія (RIAJ) цифровий сингл                                                                               | 2× Платиновий | 500 000*   |
| Нова Зеландія (RIANZ)                                                                                      | 3× Платиновий | 90 000     |
| Південна Корея                                                                                             | —             | 1,737,107  |
| Іспанія (PROMUSICAE)                                                                                       | Золотий       | 30 000     |
| Велика Британія (BPI)                                                                                      | 4× Платиновий | 2 400 000  |
| США (RIAA)                                                                                                 | Діамантовий   | 10 000 000 |
| *продажі, що базуються лише на сертифікаціях · продажі+прослуховування, що базуються лише на сертифікаціях |               |            |